# Saíde ibne Cazerune
Saíde ibne Cazerune (Said ibn Khazrun) foi um nobre magraua do século X, membro do clã Banu Cazar e filho do fundador epônimo do ramo Banu Cazerune de Sijilmassa, Cazerune ibne Fulful.

## Vida
Saíde era filho de Cazerune, fundador epônimo dos Banu Cazerune de Sijilmassa, e irmão de Uanudine. Em 989/990, em plena guerra entre os zenetas magrauas do Magrebe Ocidental, aos quais seu clã fazia parte, e os zíridas sanhajas do Magrebe Central sob o emir Almançor ibne Bologuine (r. 984–996), Saíde bandeou para Almançor, que o recebeu com muita honra, encheu-o de presentes, deu o governo de Tobuna e cedeu a mão de sua filha ao filho de Saíde, Fulful ibne Saíde. Faleceu em 991/992 e foi sucedido em Tobuna por Fulful.